# Daniel Sloss
Daniel Sloss (Kingston upon Thames, 11 september 1990) is een Schots komiek, acteur en auteur.

## Levensloop
Sloss werd geboren op 11 september 1990 in Kingston upon Thames. Zijn ouders Martyn en Leslie zijn afkomstig uit Schotland. Toen Sloss vijf jaar oud was verhuisde hij samen met zijn ouders naar Fife. Sloss heeft twee jongere broers en een zusje. Zijn zusje had cerebrale parese en overleed toen ze zeven jaar oud was. Om zijn ouders en broertjes op te vrolijken begon Sloss met het maken van grappen. Dit leidde uiteindelijk tot de keuze voor een carrière in comedy.
Toen Sloss een tiener was ontmoette zijn moeder de komiek Frankie Boyle en bracht de twee in contact. Sloss schreef vervolgens enkele teksten voor Boyle onder meer voor de panelshow Mock the Week. In 2007 speelde Sloss zijn eerste comedyshow in de Laughing Horse Club in Edinburgh. Een jaar later deed hij op zeventienjarige leeftijd voor het eerst mee aan So You Think You're Funny? tijdens het Edinburgh Fringe Festival. Hij werd daar een van de jongste finalisten ooit. Op negentienjarige leeftijd verscheen hij voor het eerst op televisie bij de Paul O'Grady Show.
In 2010 maakte de BBC de sitcompilot The Adventures Of Daniel gebaseerd op het leven van Sloss. Datzelfde jaar werd Sloss de jongste komiek ooit met een reeks solovoorstellingen in de West End van Londen. Na de middelbare school zou Sloss geschiedenis gaan studeren aan de Universiteit van Dundee, maar koos voor een carrière in comedy.
In 2011 won Sloss zijn eerste award. Hij kreeg de Best New Comedian award tijdens de Scottish Variety Awards.
In 2018 werden twee shows van Sloss, Dark en Jigsaw, aangekocht door streamingdienst Netflix. De show Jigsaw, waarin Sloss onder meer praat over relaties, zorgde voor een stroom van berichten aan Sloss van mensen die na het zien van zijn show hadden besloten hun partner te verlaten. Sloss gaf aan meer dan 2500 berichten te hebben ontvangen. In 2021 verscheen zijn boek Everyone You Hate Is Going to Die And Other Comforting Thoughts on Family, Friends, Sex, Love, and More Things That Ruin Your Life.
In 2023 was Sloss de enige komiek die zich in de documentaire Russell Brand: In Plain Sight uitsprak over de beschuldigingen van seksueel geweld door Russell Brand.
- Nationale Bibliotheek van Tsjechië: xx0313395